# Antonio Correr (bispo)
Antonio Correr, OP (1378–1445) foi um prelado católico romano que serviu como bispo de Ceneda (1409–1445) e bispo de Asolo (1406–1409).

## Biografia
Antonio Correr nasceu em 1378 e foi ordenado sacerdote na Ordem dos Pregadores. No dia 24 de maio de 1406, foi nomeado Bispo de Asolo pelo Papa Inocêncio VII. A 15 de julho de 1409, foi nomeado bispo de Ceneda durante o papado de Gregório XII, onde serviu como bispo até à sua morte em 1445. Enquanto bispo, foi o principal co-consagrador de Antonio Correr, bispo de Modon (1407).